# 劉述先
劉述先（1934年—2016年6月6日），筆名音衍，男，籍貫江西吉安，生於上海，宋明理學專家及新儒家代表學者。

## 生平
其父劉靜窗，畢業於西南聯大，與熊十力相熟。
1949年，因國共內戰，隨中華民國政府來到台灣。進入國立台灣大學哲學系，取得文學士、哲學碩士。大學時代師從方東美，和傅偉勳、成中英、孫智燊，有“方門四大弟子”之稱。碩士畢業後，至東海大學任教。期間，與唐君毅、牟宗三與徐復觀等人來往。
他於美國南伊利諾大學（英語：Southern Illinois University）取得哲學博士。
以構建新儒學、弘揚新儒學為己任。1962年曾參與以李敖、徐复观為首的「中西文化論戰」。1980年發表《中國哲學與現代化》，被視為新儒家第三代代表人物。2000年任東吳大學第一任端木愷講座教授。
劉於2016年6月6日清晨逝世於臺北家中，享年82歲。

## 著作
劉一生筆耕不輟，著作有《文學欣賞的靈魂》、《語意學與真理》、《新時代哲學的信念與方法》、《文化哲學的試探》、《生命情調的抉擇》、《中國哲學與現代化》、《馬爾勞與中國》、《朱子哲學思想的發展與完成》、《文化與哲學的探索》、《黃宗羲心學的定位》、《中西哲學論文集》、《大陸與海外—傳統的反省與轉化》、《儒家思想與現代化》，編有《熊十力與劉靜窗論學書簡》、《儒家倫理研討會論文集》等書。

## 奖学金
劉述先於2009年起在武漢大學設立了「劉靜窗青年教師獎」和「王蘊聰紀念獎學金」，以其父母名字命名，鼓勵青年學者致力於新儒學的研究。

## 弟子
- 鄭宗義